# Doratopsylla dasycnema
Doratopsylla dasycnema är en loppart som först beskrevs av Rothschild 1897.  Doratopsylla dasycnema ingår i släktet Doratopsylla och familjen mullvadsloppor.

## Underarter
Arten delas in i följande underarter:
- D. d. dasycnema
- D. d. cuspis
- D. d. giloti